# Liste des monuments historiques de l'Allier (I-Z)
Cet article recense une partie des monuments historiques de l'Allier, en France.
- Haut – A
- B
- C
- D
- E
- F
- G
- H
- I
- J
- K
- L
- M
- N
- O
- P
- Q
- R
- S
- T
- U
- V
- W
- X
- Y
- Z

## Liste
Pour des raisons de taille, la liste est découpée en deux. Cette partie regroupe les communes débutant de I à Z. Pour les autres, voir la liste des monuments historiques de l'Allier (A-H).
| Monument                              | Commune                   | Adresse                                           | Coordonnées                                       | Notice                                            | Protection                                        | Date                                              | Illustration                                      |
| ------------------------------------- | ------------------------- | ------------------------------------------------- | ------------------------------------------------- | ------------------------------------------------- | ------------------------------------------------- | ------------------------------------------------- | ------------------------------------------------- |
| Château de Jaligny-sur-Besbre         | Jaligny-sur-Besbre        |                                                   | 46° 22′ 43″ nord, 3° 35′ 29″ est                  | « PA00093125 »                                    | Inscrit                                           | 1972                                              | Château de Jaligny-sur-Besbre                     |
| Château du Lonzat                     | Jaligny-sur-Besbre        |                                                   | 46° 22′ 04″ nord, 3° 36′ 45″ est                  | « PA03000002 »                                    | Inscrit                                           | 1997                                              | Image manquante Téléverser                        |
| Château de Jenzat                     | Jenzat                    |                                                   | 46° 09′ 50″ nord, 3° 11′ 40″ est                  | « PA00093126 »                                    | Classé                                            | 1995                                              | Château de Jenzat                                 |
| Église Saint-Martin                   | Jenzat                    |                                                   | 46° 09′ 51″ nord, 3° 11′ 35″ est                  | « PA00093127 »                                    | Classé                                            | 1923                                              | Église Saint-Martin                               |
| Presbytère de Jenzat                  | Jenzat                    |                                                   | 46° 09′ 52″ nord, 3° 11′ 34″ est                  | « PA00093128 »                                    | Inscrit                                           | 1972                                              | Image manquante Téléverser                        |
| Chapelle de Reugny                    | Laféline                  |                                                   | 46° 19′ 03″ nord, 3° 10′ 32″ est                  | « PA00132791 »                                    | Inscrit                                           | 1994                                              | Chapelle de Reugny                                |
| Château du Bouchat                    | Laféline                  |                                                   | 46° 22′ 05″ nord, 3° 10′ 11″ est                  | « PA00093129 »                                    | Inscrit                                           | 1965                                              | Château du Bouchat                                |
| Église Saint-Martin                   | Laféline                  |                                                   | 46° 20′ 57″ nord, 3° 10′ 04″ est                  | « PA00093130 »                                    | Classé                                            | 1963                                              | Église Saint-Martin                               |
| Église Saint-Jean-Baptiste            | Lamaids                   |                                                   | 46° 18′ 11″ nord, 2° 25′ 54″ est                  | « PA00132753 »                                    | Inscrit                                           | 1994                                              | Image manquante Téléverser                        |
| Église Saint-Sulpice                  | Langy                     |                                                   | 46° 16′ 02″ nord, 3° 28′ 14″ est                  | « PA00093131 »                                    | Inscrit                                           | 1926                                              | Église Saint-Sulpice                              |
| Château de La Palice                  | Lapalisse                 |                                                   | 46° 14′ 55″ nord, 3° 38′ 18″ est                  | « PA00093132 »                                    | Inscrit Classé                                    | 1998 1999                                         | Château de La Palice                              |
| Hostellerie du Puits de l'Image       | Lapalisse                 | Rue de la Liberté                                 | 46° 14′ 57″ nord, 3° 38′ 17″ est                  | « PA00093133 »                                    | Inscrit                                           | 1932                                              | Image manquante Téléverser                        |
| Château de Bisseret                   | Lavault-Sainte-Anne       |                                                   | 46° 18′ 54″ nord, 2° 36′ 56″ est                  | « PA00093134 »                                    | Inscrit                                           | 2015                                              | Château de Bisseret                               |
| Église Sainte-Anne                    | Lavault-Sainte-Anne       |                                                   | 46° 18′ 35″ nord, 2° 36′ 00″ est                  | « PA00093135 »                                    | Inscrit                                           | 1973                                              | Église Sainte-Anne                                |
| Hôpital de la Charité                 | Lavault-Sainte-Anne       |                                                   | 46° 18′ 56″ nord, 2° 35′ 30″ est                  | « PA03000028 »                                    | Inscrit                                           | 2006                                              | Hôpital de la Charité                             |
| Château de la Forêt de Viry           | Liernolles                |                                                   | 46° 24′ 33″ nord, 3° 48′ 32″ est                  | « PA00093136 »                                    | Inscrit                                           | 1956                                              | Image manquante Téléverser                        |
| Église Saint-Pierre                   | Loddes                    |                                                   | 46° 17′ 17″ nord, 3° 45′ 56″ est                  | « PA03000023 »                                    | Inscrit                                           | 2004                                              | Image manquante Téléverser                        |
| Château de Montfand                   | Louchy-Montfand           |                                                   | 46° 18′ 57″ nord, 3° 14′ 59″ est                  | « PA00093137 »                                    | Inscrit                                           | 1975                                              | Image manquante Téléverser                        |
| Église Saint-Pourçain                 | Louchy-Montfand           |                                                   | 46° 18′ 24″ nord, 3° 14′ 41″ est                  | « PA00093138 »                                    | Inscrit                                           | 1933                                              | Église Saint-Pourçain                             |
| Église Saint-Sulpice                  | Louroux-de-Beaune         |                                                   | 46° 17′ 33″ nord, 2° 51′ 17″ est                  | « PA00093139 »                                    | Inscrit                                           | 1963                                              | Église Saint-Sulpice                              |
| Viaduc du Bellon                      | Louroux-de-Bouble         |                                                   | 46° 13′ 18″ nord, 3° 00′ 03″ est                  | « PA03000040 »                                    | Inscrit                                           | 2009                                              | Image manquante Téléverser                        |
| Viaduc de la Bouble                   | Louroux-de-Bouble         |                                                   | 46° 13′ 27″ nord, 2° 56′ 49″ est                  | « PA03000041 »                                    | Inscrit                                           | 2009                                              | Viaduc de la Bouble                               |
| Croix                                 | Louroux-Bourbonnais       | Place de l'Église                                 | 46° 32′ 01″ nord, 2° 50′ 23″ est                  | « PA00093140 »                                    | Classé                                            | 1928                                              | Image manquante Téléverser                        |
| Église Saint-Martin                   | Louroux-Bourbonnais       |                                                   | 46° 32′ 01″ nord, 2° 50′ 23″ est                  | « PA00093141 »                                    | Inscrit                                           | 1926                                              | Église Saint-Martin                               |
| Château de Lurcy-Lévis                | Lurcy-Lévis               |                                                   | 46° 42′ 09″ nord, 2° 55′ 18″ est                  | « PA00093142 »                                    | Inscrit                                           | 1945                                              | Image manquante Téléverser                        |
| Église Saint-Martin                   | Lurcy-Lévis               |                                                   | 46° 43′ 49″ nord, 2° 56′ 18″ est                  | « PA00093143 »                                    | Classé                                            | 1937                                              | Église Saint-Martin                               |
| Château de Pomay                      | Lusigny                   |                                                   | 46° 34′ 28″ nord, 3° 26′ 47″ est                  | « PA00093144 »                                    | Inscrit                                           | 1947                                              | Château de Pomay                                  |
| Château de Noailly                    | Magnet                    |                                                   | 46° 13′ 08″ nord, 3° 29′ 11″ est                  | « PA00093145 »                                    | Inscrit                                           | 1933                                              | Image manquante Téléverser                        |
| Église Saint-Denis                    | Maillet                   |                                                   | 46° 28′ 43″ nord, 2° 39′ 04″ est                  | « PA00093146 »                                    | Inscrit                                           | 1949                                              | Image manquante Téléverser                        |
| Église Saint-Prejet                   | Malicorne                 |                                                   | 46° 18′ 06″ nord, 2° 46′ 56″ est                  | « PA00093147 »                                    | Classé Inscrit                                    | 1932 1939 2004                                    | Église Saint-Prejet                               |
| Église Notre-Dame                     | Marcillat-en-Combraille   |                                                   | 46° 10′ 01″ nord, 2° 37′ 52″ est                  | « PA00093148 »                                    | Inscrit                                           | 1933                                              | Église Notre-Dame                                 |
| Château de Charnes                    | Marigny                   |                                                   | 46° 35′ 34″ nord, 3° 12′ 25″ est                  | « PA00093418 »                                    | Inscrit                                           | 1992                                              | Château de Charnes                                |
| Église Saint-Pourçain                 | Marigny                   |                                                   | 46° 34′ 58″ nord, 3° 12′ 34″ est                  | « PA00093149 »                                    | Classé                                            | 1919                                              | Église Saint-Pourçain                             |
| Croix de carrefour du Mayet-d'École   | Mayet-d'École (Le)        | R.N. 9                                            | 46° 09′ 42″ nord, 3° 14′ 08″ est                  | « PA00093150 »                                    | Inscrit                                           | 1937                                              | Image manquante Téléverser                        |
| Château de Langlard                   | Mazerier                  |                                                   | 46° 07′ 50″ nord, 3° 11′ 33″ est                  | « PA00093151 »                                    | Inscrit                                           | 1929                                              | Image manquante Téléverser                        |
| Église Saint-Saturnin                 | Mazerier                  |                                                   | 46° 07′ 30″ nord, 3° 11′ 21″ est                  | « PA00093152 »                                    | Classé                                            | 1990                                              | Image manquante Téléverser                        |
| Viaduc de Neuvial                     | Mazerier                  |                                                   | 46° 07′ 42″ nord, 3° 10′ 00″ est                  | « PA00093153 »                                    | Inscrit                                           | 1965                                              | Viaduc de Neuvial                                 |
| Château du Plaix                      | Meaulne                   |                                                   | 46° 35′ 06″ nord, 2° 38′ 52″ est                  | « PA00093154 »                                    | Inscrit                                           | 1985                                              | Image manquante Téléverser                        |
| Église Saint-Symphorien               | Meaulne                   |                                                   | 46° 35′ 52″ nord, 2° 37′ 00″ est                  | « PA00093411 »                                    | Inscrit                                           | 1991                                              | Image manquante Téléverser                        |
| Château des Aix                       | Meillard                  |                                                   | 46° 22′ 39″ nord, 3° 11′ 25″ est                  | « PA00093155 »                                    | Classé Inscrit                                    | 1989 2001                                         | Château des Aix                                   |
| Église Saint-Martin                   | Meillard                  |                                                   | 46° 23′ 25″ nord, 3° 14′ 07″ est                  | « PA00093156 »                                    | Inscrit                                           | 1933                                              | Église Saint-Martin                               |
| Château de La Salle                   | Meillers                  |                                                   | 46° 31′ 49″ nord, 3° 05′ 26″ est                  | « PA03000009 »                                    | Inscrit                                           | 2000                                              | Image manquante Téléverser                        |
| Église Saint-Julien                   | Meillers                  |                                                   | 46° 30′ 24″ nord, 3° 05′ 35″ est                  | « PA00093157 »                                    | Classé                                            | 1846                                              | Église Saint-Julien                               |
| Château de la Grillière               | Monétay-sur-Allier        |                                                   | 46° 23′ 30″ nord, 3° 18′ 06″ est                  | « PA00093158 »                                    | Inscrit Classé                                    | 1988 1990                                         | Image manquante Téléverser                        |
| Château de Montaigu-le-Blin           | Montaigu-le-Blin          |                                                   | 46° 17′ 47″ nord, 3° 30′ 48″ est                  | « PA00093159 »                                    | Classé                                            | 1926                                              | Château de Montaigu-le-Blin                       |
| Château de Montaiguët-en-Forez        | Montaiguët-en-Forez       |                                                   | 46° 16′ 10″ nord, 3° 48′ 07″ est                  | « PA00093160 »                                    | Inscrit                                           | 1927                                              | Château de Montaiguët-en-Forez                    |
| Porte de ville                        | Montaiguët-en-Forez       |                                                   | 46° 16′ 13″ nord, 3° 48′ 03″ est                  | « PA00093161 »                                    | Classé                                            | 1924                                              | Porte de ville                                    |
| Église Saint-Jean-Baptiste            | Montcombroux-les-Mines    |                                                   | 46° 21′ 15″ nord, 3° 44′ 30″ est                  | « PA00093162 »                                    | Inscrit Classé                                    | 1983                                              | Église Saint-Jean-Baptiste                        |
| Château de Fontorte                   | Monteignet-sur-l'Andelot  |                                                   | 46° 06′ 26″ nord, 3° 14′ 39″ est                  | « PA00125271 »                                    | Inscrit                                           | 1993                                              | Image manquante Téléverser                        |
| Château d'Idogne                      | Monteignet-sur-l'Andelot  |                                                   | 46° 07′ 29″ nord, 3° 16′ 16″ est                  | « PA00125270 »                                    | Inscrit                                           | 1993                                              | Image manquante Téléverser                        |
| Église Saint-Gervais-et-Saint-Protais | Montet (Le)               |                                                   | 46° 24′ 34″ nord, 3° 03′ 26″ est                  | « PA00093163 »                                    | Classé                                            | 1889                                              | Église Saint-Gervais-et-Saint-Protais             |
| Église Saint-Pierre                   | Montilly                  |                                                   | 46° 36′ 41″ nord, 3° 15′ 06″ est                  | « PA00093164 »                                    | Inscrit                                           | 1926                                              | Image manquante Téléverser                        |
|                                       | Montluçon                 | Voir Liste des monuments historiques de Montluçon | Voir Liste des monuments historiques de Montluçon | Voir Liste des monuments historiques de Montluçon | Voir Liste des monuments historiques de Montluçon | Voir Liste des monuments historiques de Montluçon | Voir Liste des monuments historiques de Montluçon |
| Château de Gayette                    | Montoldre                 |                                                   | 46° 19′ 10″ nord, 3° 25′ 42″ est                  | « PA00093185 »                                    | Classé Inscrit Classé                             | 1925 1988 1989                                    | Château de Gayette                                |
|                                       | Moulins                   | Voir Liste des monuments historiques de Moulins   | Voir Liste des monuments historiques de Moulins   | Voir Liste des monuments historiques de Moulins   | Voir Liste des monuments historiques de Moulins   | Voir Liste des monuments historiques de Moulins   | Voir Liste des monuments historiques de Moulins   |
| Château de Chatignoux                 | Murat                     |                                                   | 46° 23′ 12″ nord, 2° 54′ 18″ est                  | « PA00093234 »                                    | Inscrit                                           | 2010                                              | Image manquante Téléverser                        |
| Château de Murat                      | Murat                     |                                                   | 46° 24′ 00″ nord, 2° 54′ 25″ est                  | « PA00093233 »                                    | Inscrit                                           | 1930                                              | Château de Murat                                  |
| Église Saint-Nicolas                  | Murat                     |                                                   | 46° 24′ 04″ nord, 2° 54′ 29″ est                  | « PA00093235 »                                    | Classé Inscrit                                    | 1931 1958                                         | Église Saint-Nicolas                              |
| Église Saint-Jacques                  | Nades                     |                                                   | 46° 09′ 31″ nord, 2° 58′ 09″ est                  | « PA00093236 »                                    | Inscrit                                           | 1975                                              | Image manquante Téléverser                        |
| Château de la Guerche                 | Nassigny                  |                                                   | 46° 29′ 58″ nord, 2° 37′ 20″ est                  | « PA00093238 »                                    | Inscrit                                           | 1981                                              | Image manquante Téléverser                        |
| Château de Nassigny                   | Nassigny                  |                                                   | 46° 29′ 53″ nord, 2° 36′ 21″ est                  | « PA00093237 »                                    | Inscrit                                           | 1979                                              | Château de Nassigny                               |
| Château de Naves                      | Naves                     |                                                   | 46° 10′ 30″ nord, 3° 06′ 37″ est                  | « PA00093239 »                                    | Inscrit                                           | 1931                                              | Image manquante Téléverser                        |
| Amphithéâtre                          | Néris-les-Bains           | Parc des Arènes                                   | 46° 17′ 24″ nord, 2° 39′ 29″ est                  | « PA00093245 »                                    | Classé                                            | 1862                                              | Amphithéâtre                                      |
| Camp romain des Chaudes               | Néris-les-Bains           | Vallon des Chaudes                                | 46° 17′ 22″ nord, 2° 39′ 20″ est                  | « PA00093240 »                                    | Classé                                            | 1927                                              | Image manquante Téléverser                        |
| Casino                                | Néris-les-Bains           |                                                   | 46° 17′ 14″ nord, 2° 39′ 30″ est                  | « PA00093241 »                                    | Inscrit                                           | 1984                                              | Casino                                            |
| Église Saint-Georges                  | Néris-les-Bains           |                                                   | 46° 17′ 16″ nord, 2° 39′ 45″ est                  | « PA00093242 »                                    | Classé                                            | 1923                                              | Église Saint-Georges                              |
| Établissement thermal                 | Néris-les-Bains           | 6 place des Thermes                               | 46° 17′ 11″ nord, 2° 39′ 34″ est                  | « PA00093243 »                                    | Inscrit                                           | 1984                                              | Établissement thermal                             |
| Gare                                  | Néris-les-Bains           |                                                   | 46° 17′ 10″ nord, 2° 39′ 07″ est                  | « PA00093244 »                                    | Inscrit                                           | 1975                                              | Gare                                              |
| Monument aux morts de Néris-les-Bains | Néris-les-Bains           |                                                   | 46° 17′ 19″ nord, 2° 39′ 36″ est                  | « PA03000054 »                                    | Inscrit                                           | 2019                                              | Image manquante Téléverser                        |
| Villa de Cheberne                     | Néris-les-Bains           |                                                   | 46° 17′ 03″ nord, 2° 40′ 10″ est                  | « PA00093409 »                                    | Inscrit                                           | 1991                                              | Image manquante Téléverser                        |
| Église Sainte-Marie-Madeleine         | Neuilly-en-Donjon         |                                                   | 46° 20′ 41″ nord, 3° 53′ 16″ est                  | « PA00093246 »                                    | Classé                                            | 1944                                              | Église Sainte-Marie-Madeleine                     |
| Château de Lécluse                    | Neuilly-le-Réal           |                                                   | 46° 28′ 42″ nord, 3° 25′ 27″ est                  | « PA03000047 »                                    | inscription                                       | 2012                                              | Image manquante Téléverser                        |
| Logis d'Henri IV                      | Neuilly-le-Réal           |                                                   | 46° 27′ 49″ nord, 3° 25′ 52″ est                  | « PA00093248 »                                    | Inscrit                                           | 1972                                              | Image manquante Téléverser                        |
| Maison des Gazons                     | Neuilly-le-Réal           |                                                   | 46° 26′ 39″ nord, 3° 26′ 47″ est                  | « PA00093247 »                                    | Inscrit                                           | 1983                                              | Image manquante Téléverser                        |
| Château des Melays                    | Neuvy                     |                                                   | 46° 34′ 28″ nord, 3° 16′ 11″ est                  | « PA03000051 »                                    | Inscrit                                           | 2016                                              | Château des Melays                                |
| Château du Vieux-Melay                | Neuvy                     |                                                   | 46° 34′ 32″ nord, 3° 16′ 10″ est                  | « PA00093249 »                                    | Inscrit                                           | 1985                                              | Château du Vieux-Melay                            |
| Église Saint-Hilaire                  | Neuvy                     |                                                   | 46° 33′ 45″ nord, 3° 17′ 23″ est                  | « PA00093250 »                                    | Inscrit Classé                                    | 1929 1932                                         | Église Saint-Hilaire                              |
| Château de Noyant-d'Allier            | Noyant-d'Allier           |                                                   | 46° 28′ 46″ nord, 3° 07′ 36″ est                  | « PA03000030 »                                    | Inscrit                                           | 2007                                              | Image manquante Téléverser                        |
| Château de Paray                      | Paray-le-Frésil           |                                                   | 46° 39′ 08″ nord, 3° 36′ 45″ est                  | « PA00093251 »                                    | Inscrit                                           | 1981                                              | Image manquante Téléverser                        |
| Maison à pans de bois                 | Paray-le-Frésil           | Le Treuil                                         | 46° 40′ 25″ nord, 3° 36′ 00″ est                  | « PA00093252 »                                    | Inscrit                                           | 1987                                              | Image manquante Téléverser                        |
| Église Saint-Julien                   | Poëzat                    |                                                   | 46° 04′ 37″ nord, 3° 13′ 22″ est                  | « PA00093253 »                                    | Inscrit                                           | 1935                                              | Église Saint-Julien                               |
| Château de Pouzy                      | Pouzy-Mésangy             |                                                   | 46° 42′ 36″ nord, 3° 00′ 19″ est                  | « PA00093254 »                                    | Inscrit                                           | 1981                                              | Image manquante Téléverser                        |
| Église Saint-Aignan                   | Pouzy-Mésangy             |                                                   | 46° 42′ 38″ nord, 3° 00′ 18″ est                  | « PA00093255 »                                    | Classé Inscrit                                    | 1922 1925                                         | Image manquante Téléverser                        |
| Prieuré Notre-Dame de Reugny          | Reugny                    |                                                   | 46° 27′ 38″ nord, 2° 36′ 54″ est                  | « PA00093256 »                                    | Inscrit                                           | 1989                                              | Prieuré Notre-Dame de Reugny                      |
| Château de la Lande                   | Rocles                    |                                                   | 46° 27′ 08″ nord, 3° 03′ 24″ est                  | « PA00093257 »                                    | Inscrit                                           | 2001                                              | Image manquante Téléverser                        |
| Église Saint-Saturnin                 | Rocles                    |                                                   | 46° 25′ 23″ nord, 3° 01′ 52″ est                  | « PA00093258 »                                    | Inscrit                                           | 1951                                              | Image manquante Téléverser                        |
| Château du Méage                      | Rongères                  |                                                   | 46° 17′ 18″ nord, 3° 27′ 54″ est                  | « PA00093259 »                                    | Inscrit                                           | 1998                                              | Château du Méage                                  |
| Église Saint-Christophe               | Ronnet                    |                                                   | 46° 12′ 19″ nord, 2° 41′ 58″ est                  | « PA00093260 »                                    | Inscrit                                           | 1969                                              | Image manquante Téléverser                        |
| Église Saint-Jean-Baptiste            | Saint-Aubin-le-Monial     |                                                   | 46° 32′ 57″ nord, 3° 01′ 33″ est                  | « PA00093261 »                                    | Inscrit                                           | 1973                                              | Image manquante Téléverser                        |
| Église Saint-Bonnet                   | Saint-Bonnet-de-Four      |                                                   | 46° 18′ 45″ nord, 2° 54′ 37″ est                  | « PA00093262 »                                    | Inscrit                                           | 1968                                              | Église Saint-Bonnet                               |
| Château de Rochefort                  | Saint-Bonnet-de-Rochefort |                                                   | 46° 08′ 07″ nord, 3° 07′ 48″ est                  | « PA00093263 »                                    | Inscrit                                           | 2015                                              | Château de Rochefort                              |
| Viaduc de Rouzat                      | Saint-Bonnet-de-Rochefort |                                                   | 46° 08′ 16″ nord, 3° 08′ 54″ est                  | « PA00093264 »                                    | Inscrit                                           | 1965                                              | Viaduc de Rouzat                                  |
| Chapelle Sainte-Agathe                | Saint-Désiré              |                                                   | 46° 29′ 58″ nord, 2° 27′ 46″ est                  | « PA00093265 »                                    | Inscrit                                           | 1971                                              | Chapelle Sainte-Agathe                            |
| Église Saint-Désiré                   | Saint-Désiré              |                                                   | 46° 29′ 54″ nord, 2° 25′ 52″ est                  | « PA00093266 »                                    | Classé                                            | 1875                                              | Église Saint-Désiré                               |
| Bâtiments à pans de bois              | Saint-Didier-en-Donjon    | La Bazolle                                        | 46° 23′ 03″ nord, 3° 51′ 30″ est                  | « PA00093267 »                                    | Classé                                            | 1982                                              | Image manquante Téléverser                        |
| Château des Millets                   | Saint-Didier-en-Donjon    |                                                   | 46° 23′ 43″ nord, 3° 53′ 26″ est                  | « PA03000042 »                                    | Inscrit                                           | 2009                                              | Image manquante Téléverser                        |
| Abbaye Saint-Gilbert                  | Saint-Didier-la-Forêt     |                                                   | 46° 15′ 02″ nord, 3° 19′ 56″ est                  | « PA00093268 »                                    | Classé Inscrit                                    | 1969 2001                                         | Abbaye Saint-Gilbert                              |
| Château de l'Ours                     | Sainte-Thérence           |                                                   | 46° 15′ 39″ nord, 2° 34′ 24″ est                  | « PA00135202 »                                    | Inscrit                                           | 1995                                              | Château de l'Ours                                 |
| Église Sainte-Thérence                | Sainte-Thérence           |                                                   | 46° 14′ 32″ nord, 2° 33′ 36″ est                  | « PA00093291 »                                    | Inscrit Classé                                    | 1935 1965                                         | Église Sainte-Thérence                            |
| Château de Verseilles                 | Saint-Étienne-de-Vicq     |                                                   | 46° 09′ 15″ nord, 3° 32′ 16″ est                  | « PA00093269 »                                    | Inscrit                                           | 2003                                              | Château de Verseilles                             |
| Église Saint-Étienne                  | Saint-Étienne-de-Vicq     |                                                   | 46° 10′ 35″ nord, 3° 32′ 00″ est                  | « PA00093270 »                                    | Classé                                            | 1932                                              | Église Saint-Étienne                              |
| Église Saint-Julien                   | Saint-Gérand-le-Puy       |                                                   | 46° 15′ 20″ nord, 3° 30′ 42″ est                  | « PA00093273 »                                    | Inscrit                                           | 1932                                              | Église Saint-Julien                               |
| Château des Guichardots               | Saint-Gérand-de-Vaux      |                                                   | 46° 23′ 29″ nord, 3° 22′ 10″ est                  | « PA03000016 »                                    | Inscrit                                           | 2002                                              | Image manquante Téléverser                        |
| Château d'Hauterive                   | Saint-Gérand-de-Vaux      |                                                   | 46° 24′ 34″ nord, 3° 23′ 52″ est                  | « PA00093271 »                                    | Inscrit                                           | 2000                                              | Image manquante Téléverser                        |
| Château de Saint-Géran                | Saint-Gérand-de-Vaux      |                                                   | 46° 22′ 23″ nord, 3° 24′ 11″ est                  | « PA00093272 »                                    | Classé Inscrit                                    | 1986 2003                                         | Château de Saint-Géran                            |
| Église Notre-Dame                     | Saint-Germain-des-Fossés  |                                                   | 46° 11′ 49″ nord, 3° 26′ 07″ est                  | « PA00093275 »                                    | Classé                                            | 1969                                              | Église Notre-Dame                                 |
| Château de Salles                     | Saint-Germain-de-Salles   | Salles, les logis de Sioule                       | 46° 10′ 37″ nord, 3° 12′ 33″ est                  | « PA00093274 »                                    | Inscrit                                           | 1947                                              | Image manquante Téléverser                        |
| Église Saint-Loup                     | Saint-Hilaire             |                                                   | 46° 29′ 37″ nord, 3° 01′ 17″ est                  | « PA00093276 »                                    | Inscrit                                           | 2003                                              | Image manquante Téléverser                        |
| Église Saint-Martin d'Augy            | Saint-Léopardin-d'Augy    | Le Bourg                                          | 46° 41′ 01″ nord, 3° 06′ 17″ est                  | « PA00093277 »                                    | Classé                                            | 1961                                              | Église Saint-Martin d'Augy                        |
| Église Saint-Marcel                   | Saint-Marcel-en-Murat     |                                                   | 46° 19′ 13″ nord, 3° 00′ 32″ est                  | « PA00093278 »                                    | Classé                                            | 1963                                              | Église Saint-Marcel                               |
| Château de Clusors                    | Saint-Menoux              |                                                   | 46° 35′ 37″ nord, 3° 09′ 22″ est                  | « PA03000048 »                                    | inscription                                       | 2012                                              | Image manquante Téléverser                        |
| Château de Souys                      | Saint-Menoux              |                                                   | 46° 35′ 21″ nord, 3° 10′ 42″ est                  | « PA00093279 »                                    | Inscrit                                           | 1952                                              | Château de Souys                                  |
| Église romane                         | Saint-Menoux              |                                                   | 46° 35′ 07″ nord, 3° 09′ 25″ est                  | « PA00093280 »                                    | Classé                                            | 1840                                              | Église romane                                     |
| Maison des Vertus cardinales          | Saint-Menoux              |                                                   | 46° 35′ 05″ nord, 3° 09′ 26″ est                  | « PA03000010 »                                    | Inscrit                                           | 2000                                              | Maison des Vertus cardinales                      |
| Croix de chemin                       | Saint-Pierre-Laval        | Place publique                                    | 46° 12′ 07″ nord, 3° 46′ 48″ est                  | « PA00093281 »                                    | Inscrit                                           | 1925                                              | Image manquante Téléverser                        |
| Église Saint-Placide                  | Saint-Plaisir             |                                                   | 46° 37′ 21″ nord, 2° 58′ 07″ est                  | « PA00093282 »                                    | Inscrit                                           | 1926                                              | Église Saint-Placide                              |
| Château de Saint-Pont                 | Saint-Pont                |                                                   | 46° 09′ 52″ nord, 3° 17′ 40″ est                  | « PA00093283 »                                    | Inscrit                                           | 1990                                              | Château de Saint-Pont                             |
| Église Saint-Mayeul-et-Saint-Pont     | Saint-Pont                |                                                   | 46° 09′ 46″ nord, 3° 17′ 47″ est                  | « PA00093284 »                                    | Inscrit                                           | 1980                                              | Église Saint-Mayeul-et-Saint-Pont                 |
| Château de Beauvoir                   | Saint-Pourçain-sur-Besbre |                                                   | 46° 28′ 00″ nord, 3° 38′ 05″ est                  | « PA00093285 »                                    | Inscrit                                           | 2005                                              | Château de Beauvoir                               |
| Château de Thoury                     | Saint-Pourçain-sur-Besbre |                                                   | 46° 28′ 48″ nord, 3° 38′ 25″ est                  | « PA00093286 »                                    | Inscrit                                           | 1928                                              | Château de Thoury                                 |
| Beffroi                               | Saint-Pourçain-sur-Sioule |                                                   | 46° 18′ 27″ nord, 3° 17′ 22″ est                  | « PA00093287 »                                    | Inscrit                                           | 1986                                              | Beffroi                                           |
| Chapelle de Briailles                 | Saint-Pourçain-sur-Sioule |                                                   | 46° 18′ 10″ nord, 3° 19′ 47″ est                  | « PA03000052 »                                    | Inscrit                                           | 2016                                              | Chapelle de Briailles                             |
| Église Sainte-Croix                   | Saint-Pourçain-sur-Sioule |                                                   | 46° 18′ 28″ nord, 3° 17′ 25″ est                  | « PA00093288 »                                    | Classé                                            | 1875                                              | Église Sainte-Croix                               |
| Villa de Chatet                       | Saint-Pourçain-sur-Sioule |                                                   | 46° 17′ 53″ nord, 3° 18′ 15″ est                  | « PA03000055 »                                    | Inscrit                                           | 2019                                              | Image manquante Téléverser                        |
| Église Saint-Priest                   | Saint-Priest-en-Murat     |                                                   | 46° 20′ 59″ nord, 2° 54′ 44″ est                  | « PA00093289 »                                    | Inscrit                                           | 1968                                              | Église Saint-Priest                               |
| Château du Chambon                    | Saint-Rémy-en-Rollat      |                                                   | 46° 11′ 52″ nord, 3° 23′ 55″ est                  | « PA00093290 »                                    | Inscrit                                           | 1977                                              | Image manquante Téléverser                        |
| Chapelle Saint-Rémy                   | Saint-Sauvier             |                                                   | 46° 24′ 15″ nord, 2° 19′ 58″ est                  | « PA00125272 »                                    | Inscrit                                           | 1993                                              | Chapelle Saint-Rémy                               |
| Église Saint-Victor                   | Saint-Victor              |                                                   | 46° 23′ 44″ nord, 2° 36′ 25″ est                  | « PA00093292 »                                    | Inscrit                                           | 1931                                              | Église Saint-Victor                               |
| Chapelle du Verger                    | Saint-Voir                |                                                   | 46° 24′ 26″ nord, 3° 31′ 11″ est                  | « PA00093293 »                                    | Classé                                            | 1989                                              | Image manquante Téléverser                        |
| Château de Saligny                    | Saligny-sur-Roudon        |                                                   | 46° 28′ 14″ nord, 3° 45′ 15″ est                  | « PA00093294 »                                    | Inscrit                                           | 2008                                              | Château de Saligny                                |
| Église Saint-Julien                   | Saulcet                   |                                                   | 46° 19′ 31″ nord, 3° 15′ 45″ est                  | « PA00093295 »                                    | Classé                                            | 1929                                              | Église Saint-Julien                               |
| Château de Beauverger                 | Saulzet                   |                                                   | 46° 08′ 12″ nord, 3° 13′ 30″ est                  | « PA00093296 »                                    | Inscrit                                           | 1929                                              | Château de Beauverger                             |
| Église Saint-Germain                  | Sauvagny                  |                                                   | 46° 26′ 39″ nord, 2° 49′ 11″ est                  | « PA00093297 »                                    | Classé                                            | 1930                                              | Image manquante Téléverser                        |
| Église Saint-Laurent                  | Sazeret                   |                                                   | 46° 20′ 22″ nord, 2° 57′ 22″ est                  | « PA00093298 »                                    | Inscrit                                           | 1935                                              | Église Saint-Laurent                              |
| Église Saint-Martial                  | Seuillet                  |                                                   | 46° 12′ 07″ nord, 3° 28′ 23″ est                  | « PA00093299 »                                    | Classé                                            | 1945                                              | Église Saint-Martial                              |
| Château des Chaulets                  | Souvigny                  |                                                   | 46° 31′ 13″ nord, 3° 12′ 31″ est                  | « PA00093301 »                                    | Inscrit                                           | 1976                                              | Image manquante Téléverser                        |
| Château de Chéry                      | Souvigny                  |                                                   | 46° 31′ 54″ nord, 3° 12′ 49″ est                  | « PA00093302 »                                    | Inscrit                                           | 1975                                              | Image manquante Téléverser                        |
| Château de Souvigny                   | Souvigny                  |                                                   | 46° 32′ 09″ nord, 3° 11′ 34″ est                  | « PA00093304 »                                    | Inscrit                                           | 1931                                              | Château de Souvigny                               |
| Château de la Viveyre                 | Souvigny                  |                                                   | 46° 29′ 49″ nord, 3° 11′ 09″ est                  | « PA03000043 »                                    | Inscrit                                           | 2010                                              | Image manquante Téléverser                        |
| Église Saint-Marc                     | Souvigny                  |                                                   | 46° 32′ 08″ nord, 3° 11′ 34″ est                  | « PA00093303 »                                    | Classé                                            | 1840                                              | Église Saint-Marc                                 |
| Maison La Matray                      | Souvigny                  |                                                   | 46° 31′ 52″ nord, 3° 10′ 48″ est                  | « PA00093306 »                                    | Inscrit                                           | 1975                                              | Image manquante Téléverser                        |
| Maison des Voûtes                     | Souvigny                  |                                                   | 46° 32′ 09″ nord, 3° 11′ 40″ est                  | « PA00093305 »                                    | Inscrit                                           | 1982                                              | Image manquante Téléverser                        |
| Prieuré clunisien de Souvigny         | Souvigny                  |                                                   | 46° 32′ 06″ nord, 3° 11′ 35″ est                  | « PA00093300 »                                    | Classé                                            | 1926 2001                                         | Prieuré clunisien de Souvigny                     |
| Château de Boussac                    | Target                    |                                                   | 46° 17′ 12″ nord, 3° 01′ 31″ est                  | « PA03000057 »                                    | Inscrit                                           | 2019                                              | Image manquante Téléverser                        |
| Église Saint-Marien                   | Target                    |                                                   | 46° 17′ 19″ nord, 3° 03′ 36″ est                  | « PA00093307 »                                    | Inscrit                                           | 1929                                              | Église Saint-Marien                               |
| Église Saint-André                    | Taxat-Senat               | Taxat                                             | 46° 12′ 20″ nord, 3° 09′ 23″ est                  | « PA00093309 »                                    | Inscrit                                           | 1942                                              | Église Saint-André                                |
| Église Saint-Martin                   | Taxat-Senat               | Senat                                             | 46° 12′ 03″ nord, 3° 08′ 12″ est                  | « PA00093308 »                                    | Inscrit                                           | 1931                                              | Église Saint-Martin                               |
| Château du Mas                        | Teillet-Argenty           |                                                   | 46° 15′ 15″ nord, 2° 30′ 42″ est                  | « PA00093310 »                                    | Inscrit                                           | 1935                                              | Image manquante Téléverser                        |
| Église Saint-Blaise                   | Teillet-Argenty           |                                                   | 46° 16′ 11″ nord, 2° 31′ 56″ est                  | « PA00093311 »                                    | Inscrit                                           | 1934                                              | Image manquante Téléverser                        |
| Château de Fontariol                  | Le Theil                  |                                                   | 46° 22′ 01″ nord, 3° 06′ 56″ est                  | « PA00093312 »                                    | Inscrit                                           | 2010                                              | Château de Fontariol                              |
| Église Saint-Martin                   | Le Theil                  |                                                   | 46° 21′ 21″ nord, 3° 08′ 06″ est                  | « PA00093313 »                                    | Inscrit                                           | 1927                                              | Église Saint-Martin                               |
| Église Saint-Pierre                   | Theneuille                |                                                   | 46° 35′ 03″ nord, 2° 51′ 51″ est                  | « PA00093314 »                                    | Classé Inscrit                                    | 1923 2003                                         | Église Saint-Pierre                               |
| Château des Gouttes                   | Thionne                   |                                                   | 46° 25′ 24″ nord, 3° 35′ 17″ est                  | « PA00093315 »                                    | Inscrit                                           | 2003                                              | Image manquante Téléverser                        |
| Château de la Brosse-Raquin           | Tortezais                 |                                                   | 46° 25′ 55″ nord, 2° 51′ 25″ est                  | « PA00093316 »                                    | Inscrit Classé                                    | 1947 1959                                         | Image manquante Téléverser                        |
| Château de Montchenin                 | Toulon-sur-Allier         |                                                   | 46° 29′ 26″ nord, 3° 22′ 08″ est                  | « PA00093317 »                                    | Inscrit                                           | 2000                                              | Image manquante Téléverser                        |
| Église Sainte-Marthe                  | Toulon-sur-Allier         |                                                   | 46° 31′ 07″ nord, 3° 21′ 33″ est                  | « PA00093318 »                                    | Inscrit                                           | 1926                                              | Église Sainte-Marthe                              |
| Château de Boucherolles               | Treban                    |                                                   | 46° 24′ 03″ nord, 3° 10′ 55″ est                  | « PA00093319 »                                    | Inscrit                                           | 1973                                              | Image manquante Téléverser                        |
| Château du Vieux Chambord             | Treteau                   |                                                   | 46° 21′ 32″ nord, 3° 34′ 01″ est                  | « PA00093320 »                                    | Classé                                            | 1972                                              | Château du Vieux Chambord                         |
| Château d'Avrilly                     | Trévol                    |                                                   | 46° 38′ 22″ nord, 3° 17′ 18″ est                  | « PA00093321 »                                    | Inscrit                                           | 1999                                              | Château d'Avrilly                                 |
| Château de Mirebeau                   | Trévol                    |                                                   | 46° 37′ 26″ nord, 3° 17′ 41″ est                  | « PA00093322 »                                    | Inscrit                                           | 1985                                              | Image manquante Téléverser                        |
| Église Saint-Pierre                   | Trévol                    |                                                   | 46° 37′ 48″ nord, 3° 18′ 20″ est                  | « PA00093323 »                                    | Inscrit                                           | 1961                                              | Image manquante Téléverser                        |
| Maison de Demou                       | Trévol                    |                                                   | 46° 36′ 51″ nord, 3° 20′ 22″ est                  | « PA03000021 »                                    | Inscrit                                           | 2003                                              | Image manquante Téléverser                        |
| Église Saint-Maurice                  | Tronget                   |                                                   | 46° 25′ 20″ nord, 3° 04′ 03″ est                  | « PA00093324 »                                    | Classé                                            | 1942                                              | Église Saint-Maurice                              |
| Église Saint-Martin                   | Urçay                     |                                                   | 46° 37′ 38″ nord, 2° 35′ 24″ est                  | « PA00093383 »                                    | Inscrit                                           | 1989                                              | Église Saint-Martin                               |
| Château de la Croizette               | Ussel-d'Allier            |                                                   | 46° 12′ 43″ nord, 3° 11′ 34″ est                  | « PA00093325 »                                    | Inscrit                                           | 1966                                              | Image manquante Téléverser                        |
| Église Saint-André                    | Valignat                  |                                                   | 46° 10′ 34″ nord, 3° 04′ 25″ est                  | « PA00093326 »                                    | Inscrit                                           | 1968                                              | Église Saint-André                                |
| Château du Creux                      | Vallon-en-Sully           |                                                   | 46° 33′ 01″ nord, 2° 39′ 23″ est                  | « PA00093327 »                                    | Inscrit Classé                                    | 1992 1995                                         | Image manquante Téléverser                        |
| Château de la Lande                   | Vallon-en-Sully           |                                                   | 46° 32′ 26″ nord, 2° 38′ 54″ est                  | « PA00093328 »                                    | Inscrit                                           | 1983                                              | Image manquante Téléverser                        |
| Église Saint-Blaise                   | Vallon-en-Sully           |                                                   | 46° 32′ 11″ nord, 2° 36′ 26″ est                  | « PA00093329 »                                    | Classé                                            | 1889                                              | Image manquante Téléverser                        |
| Château de Veauce                     | Veauce                    |                                                   | 46° 09′ 50″ nord, 3° 03′ 19″ est                  | « PA00093330 »                                    | Classé Inscrit                                    | 1985 1986 2011                                    | Château de Veauce                                 |
| Église Sainte-Croix                   | Veauce                    |                                                   | 46° 09′ 53″ nord, 3° 03′ 24″ est                  | « PA00093331 »                                    | Classé                                            | 1862                                              | Église Sainte-Croix                               |
| Église Saint-Paul                     | Venas                     |                                                   | 46° 28′ 34″ nord, 2° 45′ 52″ est                  | « PA00093332 »                                    | Inscrit                                           | 1926                                              | Image manquante Téléverser                        |
| Château de Verneuil-en-Bourbonnais    | Verneuil-en-Bourbonnais   |                                                   | 46° 20′ 46″ nord, 3° 15′ 03″ est                  | « PA00093335 »                                    | Inscrit                                           | 1928                                              | Château de Verneuil-en-Bourbonnais                |
| Château du Vousset                    | Verneuil-en-Bourbonnais   |                                                   | 46° 21′ 12″ nord, 3° 16′ 22″ est                  | « PA00093395 »                                    | Inscrit                                           | 1990                                              | Image manquante Téléverser                        |
| Église Notre-Dame-sur-l'Eau           | Verneuil-en-Bourbonnais   |                                                   | 46° 20′ 49″ nord, 3° 15′ 05″ est                  | « PA00093334 »                                    | Inscrit                                           | 1928                                              | Image manquante Téléverser                        |
| Église Saint-Pierre                   | Verneuil-en-Bourbonnais   |                                                   | 46° 20′ 47″ nord, 3° 15′ 02″ est                  | « PA00093333 »                                    | Classé                                            | 1910                                              | Église Saint-Pierre                               |
| Maison à pans de bois                 | Verneuil-en-Bourbonnais   | Place de l'Église                                 | 46° 20′ 48″ nord, 3° 15′ 03″ est                  | « PA00093336 »                                    | Inscrit                                           | 1972                                              | Image manquante Téléverser                        |
| Château de Puy-Guillon                | Vernusse                  |                                                   | 46° 15′ 48″ nord, 2° 58′ 02″ est                  | « PA03000044 »                                    | Inscrit                                           | 2010                                              | Image manquante Téléverser                        |
| Chapelle Saint-Mayol du Veurdre       | Le Veurdre                | rue Saint-Mayeul                                  | 46° 45′ 25″ nord, 3° 01′ 54″ est                  | « PA00093337 »                                    | Classé                                            | 1974                                              | Image manquante Téléverser                        |
| Château de la Beaume                  | Le Veurdre                |                                                   | 46° 45′ 14″ nord, 3° 02′ 44″ est                  | « PA00093415 »                                    | Inscrit                                           | 1991                                              | Image manquante Téléverser                        |
| Château de Beauregard                 | Le Veurdre                | Beauregard                                        | 46° 44′ 13″ nord, 3° 04′ 21″ est                  | « PA00093416 »                                    | Inscrit                                           | 1991                                              | Image manquante Téléverser                        |
|                                       | Vichy                     | Voir Liste des monuments historiques de Vichy     | Voir Liste des monuments historiques de Vichy     | Voir Liste des monuments historiques de Vichy     | Voir Liste des monuments historiques de Vichy     | Voir Liste des monuments historiques de Vichy     | Voir Liste des monuments historiques de Vichy     |
| Château d'Arçon                       | Vicq                      |                                                   | 46° 07′ 51″ nord, 3° 06′ 15″ est                  | « PA00093362 »                                    | Inscrit                                           | 1975                                              | Château d'Arçon                                   |
| Château de La Mothe                   | Vicq                      |                                                   | 46° 08′ 53″ nord, 3° 05′ 39″ est                  | « PA00093364 »                                    | Classé                                            | 1945                                              | Château de La Mothe                               |
| Église Saint-Maurice                  | Vicq                      |                                                   | 46° 08′ 51″ nord, 3° 05′ 33″ est                  | « PA00093363 »                                    | Classé                                            | 1911                                              | Église Saint-Maurice                              |
| Château de la Chaussière              | Vieure                    |                                                   | 46° 30′ 49″ nord, 2° 53′ 18″ est                  | « PA00093365 »                                    | Inscrit                                           | 2007                                              | Image manquante Téléverser                        |
| Château de la Salle                   | Vieure                    |                                                   | 46° 30′ 26″ nord, 2° 52′ 36″ est                  | « PA00093366 »                                    | Inscrit                                           | 2002                                              | Image manquante Téléverser                        |
| Église Saint-Martin                   | Le Vilhain                |                                                   | 46° 33′ 39″ nord, 2° 47′ 47″ est                  | « PA00093367 »                                    | Inscrit                                           | 1933                                              | Image manquante Téléverser                        |
| Chapelle de Poliet                    | Villebret                 |                                                   | 46° 17′ 23″ nord, 2° 37′ 00″ est                  | « PA00093368 »                                    | Inscrit                                           | 1935                                              | Image manquante Téléverser                        |
| Château de Neuville                   | Villefranche-d'Allier     | Neuville                                          | 46° 25′ 13″ nord, 2° 49′ 42″ est                  | « PA00093369 »                                    | Inscrit                                           | 1984                                              | Château de Neuville                               |
| Église Saint-Jacques-le-Majeur        | Villefranche-d'Allier     |                                                   | 46° 23′ 50″ nord, 2° 51′ 24″ est                  | « PA00093370 »                                    | Inscrit                                           | 1933                                              | Église Saint-Jacques-le-Majeur                    |
| Ferme-château de Saint-Mœurs          | Villefranche-d'Allier     | Saint-Mœurs                                       | 46° 24′ 24″ nord, 2° 48′ 56″ est                  | « PA00093371 »                                    | Inscrit                                           | 1978                                              | Image manquante Téléverser                        |
| Arboretum de Balaine                  | Villeneuve-sur-Allier     |                                                   | 46° 41′ 49″ nord, 3° 14′ 47″ est                  |                                                   | Classé                                            | 1993                                              | Image manquante Téléverser                        |
| Château de Balaine                    | Villeneuve-sur-Allier     |                                                   | 46° 41′ 49″ nord, 3° 14′ 47″ est                  | « PA00093423 »                                    | Classé                                            | 1993                                              | Image manquante Téléverser                        |
| Château du Riau                       | Villeneuve-sur-Allier     |                                                   | 46° 39′ 45″ nord, 3° 16′ 38″ est                  | « PA00093372 »                                    | Inscrit Classé Inscrit                            | 1946 1977 1991                                    | Château du Riau                                   |
| Église Saint-Éloi                     | Vitray                    |                                                   | 46° 36′ 38″ nord, 2° 39′ 34″ est                  | « PA00093373 »                                    | Inscrit                                           | 1976                                              | Église Saint-Éloi                                 |
| Château de la Forêt                   | Ygrande                   | La Forêt                                          | 46° 32′ 22″ nord, 2° 57′ 11″ est                  | « PA00093374 »                                    | Inscrit                                           | 1981                                              | Image manquante Téléverser                        |
| Église Saint-Martin                   | Ygrande                   |                                                   | 46° 33′ 09″ nord, 2° 56′ 39″ est                  | « PA00093375 »                                    | Classé                                            | 1875                                              | Église Saint-Martin                               |
| Manoir de la Grolière                 | Ygrande                   | La Grolière                                       | 46° 30′ 55″ nord, 2° 57′ 38″ est                  | « PA00093376 »                                    | Inscrit                                           | 1971                                              | Image manquante Téléverser                        |
| Château de Joulet                     | Yzeure                    | Rue de Foulet                                     | 46° 34′ 02″ nord, 3° 20′ 33″ est                  | « PA00093377 »                                    | Inscrit                                           | 1929                                              | Château de Joulet                                 |
| Château de Panloup                    | Yzeure                    |                                                   | 46° 33′ 14″ nord, 3° 21′ 16″ est                  | « PA00093378 »                                    | Inscrit                                           | 1947                                              | Château de Panloup                                |
| Château de Pouzeux                    | Yzeure                    |                                                   | 46° 33′ 31″ nord, 3° 20′ 59″ est                  | « PA00093379 »                                    | Inscrit                                           | 1947                                              | Château de Pouzeux                                |
| Église Saint-Pierre                   | Yzeure                    |                                                   | 46° 34′ 00″ nord, 3° 21′ 16″ est                  | « PA00093380 »                                    | Classé                                            | 1914                                              | Église Saint-Pierre                               |